# Хроматическая аберрация

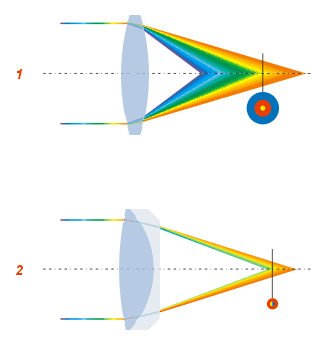
На изображениях показано прохождение лучей света через линзы. При этом наблюдается разложение света в спектр в результате дисперсии.
- Расстояние от линзы до точки пересечения луча с оптической осью линзы разное для каждого луча спектра. Лучи не собираются в одну точку (нет единого фокусного расстояния). Наблюдается хроматизм — различие фокусных расстояний составляющих света.
- Уменьшение хроматизма с помощью ахроматической линзы

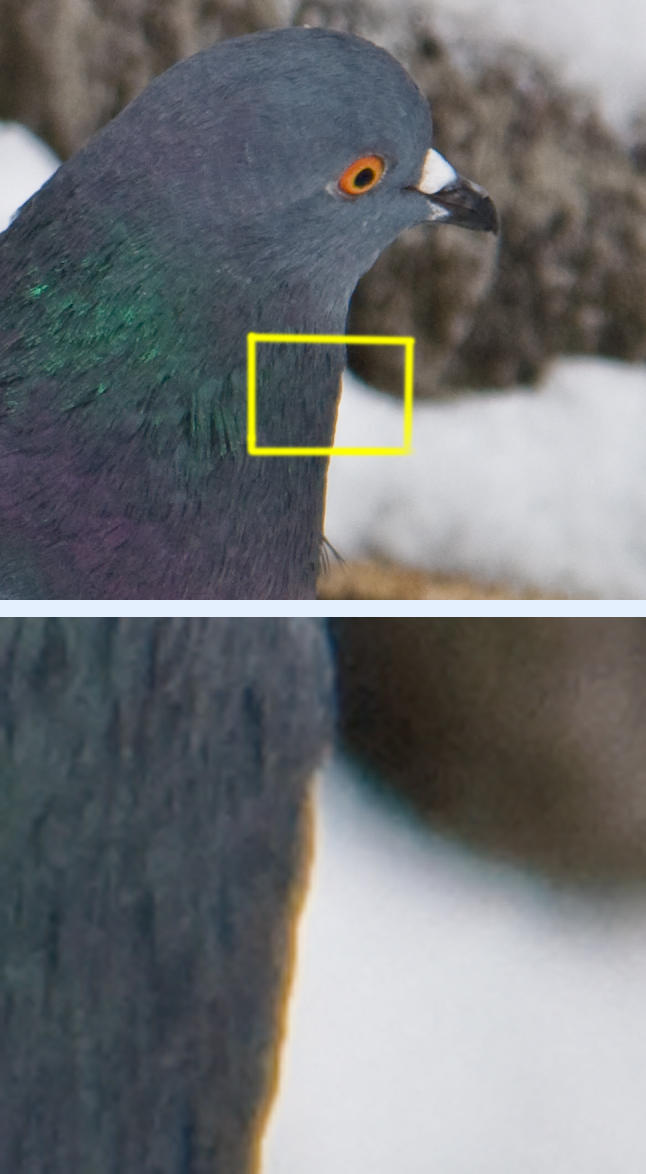
Пример аберрации

Хромати́ческая аберра́ция — искажения изображения из-за зависимости показателя преломления среды от длины волны излучения, проходящего через эту среду (аберрация обусловлена дисперсией света). Из-за явления дисперсии фокусные расстояния для различных длин волн (лучей разных цветов) различны и не попадают в одну точку, называемую фокусом (точкой фокусировки)
Хроматическая аберрация — одна из разновидностей аберрации оптической системы.
В хроматической аберрации различают:
- хроматизм положения;
- хроматизм увеличения;
- хроматические разности геометрических аберраций.

Хроматические аберрации приводят к снижению чёткости изображения, а иногда также и к появлению на нём цветных контуров, полос, пятен — артефактов.

## Хроматизм положения

Схема исправления хроматизма положения.
1 — крон (стекло);
2 — флинт;
3 — зелёный луч;
4 — точка сведе́ния синего и красного лучей

При прохождении света через оптическое стекло или другие оптические материалы наблюдается дисперсия. Это явление заключается в том, что показатель преломления среды зависит от длины волны излучения (разных цветов).
Показатель преломления синих лучей больше, чем красных, поэтому фокус (точка) синих лучей {\displaystyle F_{blue}} расположен ближе к задней главной плоскости линзы, чем фокус красных лучей {\displaystyle F_{red}}. Отсюда следует, что лучи, полученные разложением белого света, будут иметь различные точки фокуса. Единого фокусного расстояния у одной линзы не существует, а есть совокупность фокусных расстояний — по одному фокусу на луч каждого цвета.
Разность {\displaystyle F_{blue}-F_{red}} называется «хроматизмом положения» (или хроматической разностью положения, продольной хроматической аберрацией). Диафрагма несколько её уменьшает.
При этом изображения предмета в лучах разного цвета будут находиться на разных расстояниях от задней главной точки. Если наводить на резкость по красным лучам, изображение в синих лучах будет не в фокусе, и наоборот.
Конструкция фотографических объективов рассчитана на устранение хроматических аберраций. Система линз, выполняющих сближение фокусов двух (например, синих и жёлтых) лучей, называется ахроматической (ахроматизированной), а при сближении фокусов трёх лучей — апохроматической, четырёх — суперахроматической.
Хроматизм положения вызывает значительную нерезкость изображения, поэтому при чёрно-белой съёмке моноклем и перископом, у которых он не устранён, после установки на резкость нужно ввести дополнительную поправку на положение объектива относительно светочувствительного элемента {\displaystyle p}, определяемую по формуле:
{\displaystyle p={\frac {d^{2}}{50f}},}
где:
- {\displaystyle d} — сопряжённое фокусное расстояние;
- {\displaystyle f} — фокусное расстояние монокля или перископа.

Необходимость в поправке вызывается тем, что при визуальной наводке изображение из-за повышенной чувствительности глаза к жёлтым лучам устанавливается в их фокусе, а не в фокусе сине-фиолетовых лучей, к которым наиболее чувствителен чёрно-белый несенсибилизированный фотоматериал. Сине-фиолетовые лучи, будучи не в фокусе, образуют значительные «кружки рассеяния», уменьшающие резкость изображения.
Хроматизм положения может быть исправлен путём комбинирования собирательной и рассеивающей линз. Линзы должны состоять из оптических стёкол и обладать различной дисперсией. При прохождении через первую линзу луч отклонится к оптической оси и диспергирует. Войдя во вторую линзу, луч незначительно отклонится в обратную сторону и повторно диспергирует, но в обратном направлении. В результате хроматическая аберрация первой линзы компенсируется второй, «отрицательной», линзой, и лучи различных цветов соберутся в одной точке. Такие линзы, исправляющие хроматизм положения, называются ахроматическими линзами (ахроматами).
Ахроматические линзы используются во многих современных объективах. Ахроматизировать отдельный элемент оптической системы или их комбинацию далеко не всегда необходимо; достаточно, чтобы все элементы в целом компенсировали дисперсию друг друга.
Для уменьшения хроматических аберраций в конструкциях оптических приборов (объективов, биноклей, микроскопов, телескопов и т. д.) могут применяться такие оптические элементы, как линзы из особых оптических стёкол (курцфлинт, лангкрон), зеркала или зонные пластинки.

## Хроматизм увеличения

Хроматизм увеличения (также называется хроматической разностью увеличения) — хроматическая аберрация, при которой изображения одного и того же предмета в лучах разного цвета имеют несколько различный размер. Не уменьшается от диафрагмирования, как и от увеличения.
Для цветного изображения в цифровой форме хроматизм увеличения может быть в какой-то степени исправлен программным путём. Для точного сведения трёх компонентов изображения (красный, зелёный и синий) необходимо для двух из них изменить масштаб, оставляя неподвижной ту точку, где проходила оптическая ось (обычно, это центр кадра). Во многих преобразователях raw-файлов такая функция имеется, но оптическая корректировка предпочтительнее, так как в сложных объективах присутствуют и другие аберрации, которые простыми преобразованиями не исправляются и индивидуальны для каждой модели объектива, в результате чего становится сложно выделить хроматизм увеличения программно. Хорошая коррекция хроматизма увеличения невозможна, когда объектив плохо работает в контровом свете. Исправление хроматизма увеличения на компьютере улучшает качество изображения, но всё же предпочтительнее снимать фотографии теми объективами, которые имеют минимальные аберрации. Так, объективы с фиксированным фокусным расстоянием обычно имеют существенно меньшие аберрации, чем трансфокаторы.

## Хроматические разности геометрических аберраций
В общем случае, каждая геометрическая аберрация зависит от цвета. Так, например, сферическая аберрация может быть различной для синих и для красных лучей («сферохроматизм») и/или хроматическая разность аберраций наклонных пучков. Перечисленное также можно считать хроматическими аберрациями, поскольку побочные эффекты от их влияния, в целом аналогичны побочным эффектам от хроматизмов положения и увеличения.

## Хроматические аберрации в фотографии

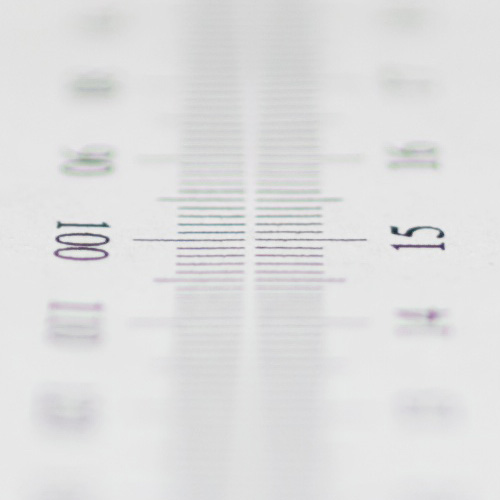
Хроматизм положения на диафрагме f/1.4)

Во многих современных фотокамерах хроматизм увеличения исправляется автоматически. Корректировка выполняется процессором камеры при записи файла (например, JPEG). При съёмке в RAW корректировку можно выполнить позднее — при обработке RAW файла. Программная корректировка хроматизма увеличения не снижает чёткость снимка.
В то же время, хроматизм положения не может быть исправлен программной обработкой. Многие сверхсветосильные объективы, включая профессиональные модели, обладают выраженным хроматизмом положения на открытых диафрагмах. Как правило, хроматизм положения перестаёт быть заметным при закрытии диафрагмы до f/2.8-f/4.